# ATS–3
ATS–3 amerikai alkalmazás-technológiai műhold.

## Küldetés
Kísérleti műhold, mikrogravitációs körülmények között tesztelték a teljes űreszköz indító és beépített (kommunikációs, meteorológiai (színes felhőkép készítő kamera), navigáció és a működést biztosító kiegészítő) eszközeit, valamint a földi megfigyelési rendszerek üzemképességét.

## Jellemzői
Tervezte, építette és üzemeltette a NASA.
Megnevezései: ATS–3 (Applications Technology Satellite); ATS–C;COSPAR: 1967-111A. Kódszáma: 3029.
1967. november 5-én Floridából, a Kennedy Űrközpontból (KSC), a LC–12 (LC–Launch Complex) jelű indítóállványról egy Atlas–Agena D (SLV-3) hordozórakétával állították közepes magasságú Föld körüli pályára. Az orbitális pályája 1436,47 perces, 0,4 fokos hajlásszögű, a geocentrikus pálya perigeuma 35 772 kilométer, az apogeuma 35 816 km volt.
A Mexikóban rendezett a XIX., nagy magasságú 1968. évi nyári olimpiai játékok televíziós közvetítésének űreszköze.
Hengeres felépítésű, átmérője 142, magassága 180 centiméter. Tömege 365 kilogramm. Műszerei részecske, elektromos- és mágneses mező méréseket végeztek. Forgás-stabilizált űreszköz. Az űreszközre kettő napelemet építettek, éjszakai (földárnyék) energia ellátását nikkel-kadmium akkumulátorok biztosították. Az adatátvitelt nyolc darab, 150 centiméteres ostorantenna (VHF) biztosította. Pályakorrekciók végrehajtásához gázfúvókákkal rendelkezett.